# Chaetopteryx nalanae
Chaetopteryx nalanae är en nattsländeart som beskrevs av Füsun Sipahiler 1996. Chaetopteryx nalanae ingår i släktet Chaetopteryx och familjen husmasknattsländor. Inga underarter finns listade i Catalogue of Life.